# Марія Христина Брандо
Марія Христина Брандо, мирське ім'я — Аделаїда, в чернецтві — Марія Христина Непорочного Зачаття (італ. Maria Cristina Brando, Maria Cristina dell'Immacolata; 1856–1906) — католицька свята, черниця, засновниця жіночої чернечої конгрегації «Сестри Спокутної Жертви Ісуса в Святих Дарах».

## Біографія
Народилася 1 травня 1856 року в Неаполі в багатій італійській родині службовця Банку Неаполя. Напередодні Різдва 1868 року у віці 12 років дпла обітницю цнотливості. Пізніше вступила до монастиря кларисок в Неаполі. Через свою хворобу двічі залишала чернече життя. У 1875 році у віці 19 років вступила до монастиря святого Йосифа в Руффі. Наступного року принесла вічні монаші обіти та обрала ім'я Марія Христина Непорочного Зачаття. За станом здоров'я незабаром була знову змушена залишити монастир. У 1877 році знову повернулася в монастир, але через постійні проблеми зі здоров'ям, вирішила назовсім покинути монастир і стала жити в Неаполі. Вела духовне життя під керівництвом францисканця Людовико да Казорія і священиків Рафаелі Феррайоло і Полідор Скіоппа. За їхньою порадою вирушила в 1884 році в Казоріяю, де заснувала з декількома жінками молитовну групу постійного поклоніння Святої Євхаристії. У 1890 році купила в Казорії будинок, який став основою майбутньої чернечої конгрегації. На свої кошти стала будувати церкву, в якій планувала організувати безперервну молитву перед Святими Дарами. 19 лютого 1893 року було освячено наріжний камінь цього храму.
7 липня 1903 року Римський папа Лев XIII затвердив статут конгрегації, яку заснувала Марія Христина Брандо під назвою «Сестри Спокутної Жертви Христа в Святих Дарах».
Померла 20 січня 1906 року в Казорії.

## Прославлення
27 квітня 2003 року Брандо зараховано до лику блаженних папою Іваном Павлом II, а 17 травня 2015 року канонізована папою Франциском разом з Маріам Бауарді, Жанною Емілією де Вільнев і Марією-Альфонсиною Даніль Гаттас .